# Lawen Mohtadi
Lawen Mohtadi, född 25 november 1978 i Iran, är en svensk journalist, författare och regissör. Mohtadi är medarbetare på DN Kultur och förläggare vid Natur & Kultur.
Mohtadi kom till Sverige från provinsen Kurdistan i Iran vid fyra års ålder och växte upp i Uppsala. Hon har bland annat studerat vid journalistlinjen på Skurups folkhögskola utanför Malmö.
Mellan 2001 och 2007 arbetade hon som journalist på Folkradion och Front i P3, Studio Ett och Kulturnytt i P1 samt vid ett antal tidningar. Under ett par år var hon medredaktör för den feministiska och postkoloniala kulturtidskriften Slut. Sommaren 2008 var hon vikarie och krönikör på Göteborgs-Postens kulturredaktion. Hon var mellan juni 2008 och mars 2011 chefredaktör för den feministiska tidskriften Bang tillsammans med Sonja Schwarzenberger.
Hösten 2012 utkom Mohtadi med en uppmärksammad bok om Katarina Taikon, Den dag jag blir fri. Den följdes av filmen Taikon 2015 där hon var huvudförfattare och regissör tillsammans med Gellert Tamas.
Filmen ledde till en kontrovers med honom. Hon är även publicerad i ett par antologier och har tillsammans med Devrim Mavi sammanställt boken Rasismen i Sverige : nyckeltexter 2010–2014.
Sedan 2013 skriver Lawen Mohtadi regelbundet krönikor för DN Kultur och började i januari 2015 som förläggare vid bokförlaget Natur & Kultur.

## Priser och utmärkelser
- 2003 – Branschorganisationen Sveriges Tidskrifters pris "Årets medierookie". Motivering: "Den här journalisten blir en viktig röst. Med en välvässad penna skriver vederbörande utan sentimentalitet om ett Sverige vi kanske inte vill se. Dessutom hanteras såväl litteraturkritik som samhällsreportage med lätthet. Årets mediarookie är en journalist ut i fingerspetsarna."
- 2013 – Sara Lidman-priset